# Cophogryllus brunneus
Cophogryllus brunneus är en insektsart som beskrevs av Lucien Chopard 1928. Cophogryllus brunneus ingår i släktet Cophogryllus och familjen syrsor. Inga underarter finns listade i Catalogue of Life.